# Reactor de Isótopos de Alto Flujo

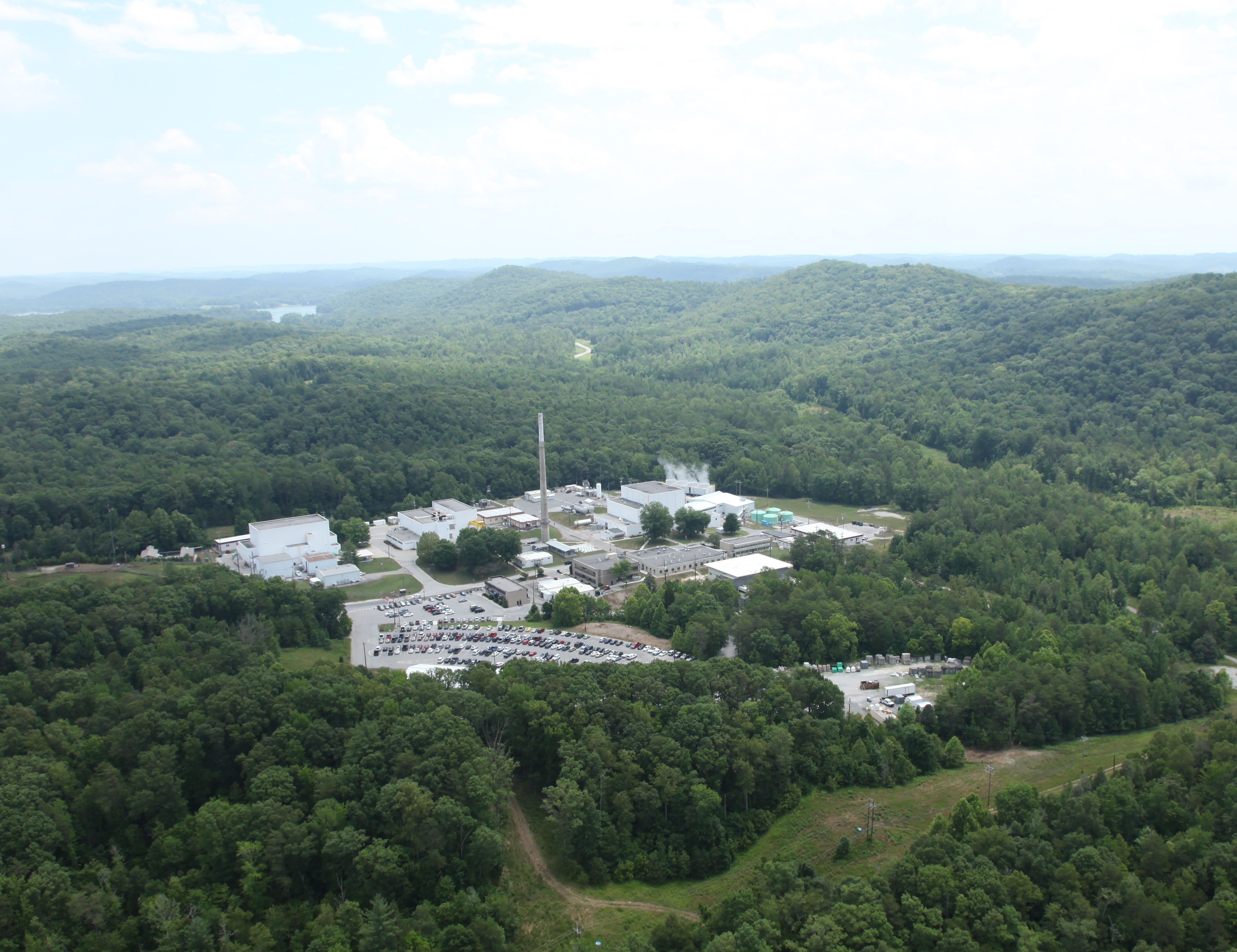
Foto del High Flux Isotope Reactor.

El High Flux Isotope Reactor (o HFIR) (reactor de isótopos de alto flujo) es un reactor nuclear de investigación situado en el Oak Ridge National Laboratory.  En funcionamiento desde 1966, el HFIR es un reactor de 85 MW diseñado para la producción de radioisótopos especiales (incluida la única fuente en Estados Unidos de Californio-252) y de altos flujos de neutrones térmicos para fines de investigación.